# Thor Hansen
Thor Harald Hansen (* 23. Juni 1947 in Oslo; † 5. Dezember 2018) war ein professioneller norwegischer Pokerspieler. Er gewann zwei Bracelets bei der World Series of Poker.

## Persönliches
Im Jahr 1999 heiratete Hansen die Schauspielerin Marcella Braswell, mit der er bis zu seinem Tod verheiratet war. Im Januar 2012 erhielt er die Diagnose, dass er unheilbar an Krebs erkrankt sei und nur noch vier Monate zu leben habe. Anschließend ließ er sich in seiner norwegischen Heimat behandeln und starb schließlich im Dezember 2018 im Alter von 71 Jahren.
Im Jahr 2010 veröffentlichte Hansen unter dem Titel Thor Hansen: Usensurert (zu deutsch: Thor Hansen: Unzensiert) seine Autobiografie. 2016 erschien ein auf seinem Leben basierender Dokumentationsfilm namens All In.

## Pokerkarriere

### Werdegang
Hansen lernte das Pokerspielen in den späten 1960er-Jahren und nahm seit 1987 an renommierten Live-Turnieren teil. Er galt als „Zocker“, der nie viel Geld besaß. So wird über ihn berichtet, dass er sich einmal 100 US-Dollar zum Pokern geliehen hatte, daraus dann 60.000 US-Dollar machte, um anschließend alles wieder beim Craps zu verspielen.
Im Mai 1988 war Hansen erstmals bei der World Series of Poker (WSOP) im Binion’s Horseshoe in Las Vegas erfolgreich und kam bei drei Turnieren in die Geldränge. Dabei gewann er ein Event der Variante Seven Card Stud und sicherte sich ein Bracelet sowie eine Siegprämie von 158.000 US-Dollar. Im Januar 1999 gewann Hansen das Carnivale of Poker im Rio All-Suite Hotel and Casino am Las Vegas Strip mit einem Hauptpreis von mehr als 120.000 US-Dollar. Bei der WSOP 2002 setzte er sich bei einem Turnier in No Limit 2-7 Draw Lowball durch und erhielt neben seinem zweiten Bracelet ein Preisgeld von 62.600 US-Dollar. Mitte Februar 2004 gewann Hansen ein Turnier des L.A. Poker Classic in Los Angeles mit einem Hauptpreis von knapp 140.000 US-Dollar. Bei der mittlerweile im Rio All-Suite Hotel and Casino ausgetragenen WSOP 2006 belegte er bei einem Event in Omaha Hi/Lo den zweiten Platz hinter Scott Clements und erhielt dafür über 150.000 US-Dollar. Ein Jahr später wurde Hansen bei der WSOP 2007 Vierter bei der Weltmeisterschaft in Limit Hold’em für knapp 100.000 Dollar und belegte anschließend den mit rund 190.000 US-Dollar dotierten achten Platz beim 50.000 US-Dollar teuren H.O.R.S.E.-Event. Anschließend blieben größere Turniererfolge aus. Seine letzte Geldplatzierung erzielte der Norweger im März 2018 in Dublin.
Insgesamt hat sich Hansen mit Poker bei Live-Turnieren knapp 3 Millionen US-Dollar erspielt und war damit zum Zeitpunkt seines Todes nach Felix Stephensen und Annette Obrestad der dritterfolgreichste norwegische Pokerspieler.

### Braceletübersicht

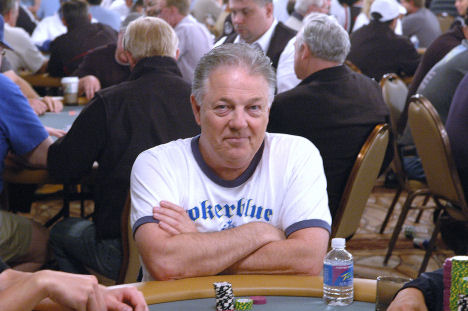
Hansen bei der WSOP 2006

Hansen kam bei der WSOP 53-mal ins Geld und gewann zwei Bracelets:
| Jahr | Buy-in (in $) | Turnier                   | Teilnehmer | Preisgeld (in $) |
| ---- | ------------- | ------------------------- | ---------- | ---------------- |
| 1988 | 5000          | Limit Seven Card Stud     | 079        | 158.000          |
| 2002 | 1500          | No-Limit 2-7 Draw Lowball | 111        | 062.600          |

## Werke
- Buch Thor Hansen: Usensurert – Vindaci, 2010, ISBN 978-8299849401.